# Toto Costruzioni Generali
Toto Costruzioni Generali è un’azienda italiana attiva nella costruzione di grandi infrastrutture di trasporto, specializzata nella realizzazione di ponti e viadotti, nello scavo di gallerie , sia con metodo tradizionale che in meccanizzato (TBM), oltre che nella prefabbricazione pesante.

## Storia
L'azienda, fondata a Chieti all’inizio degli anni Cinquanta da Alfonso Toto e in seguito guidata dai figli Ignazio, Antonio e Carlo Toto, rappresenta il nucleo originario del Gruppo Toto, un gruppo industriale italiano attivo, oltre che nelle costruzioni infrastrutturali anche nelle concessioni autostradali, nelle energie rinnovabili, nell'ingegneria e nei servizi. L'azienda si aggiudica il primo appalto nel 1968, a seguito dell'iscrizione all'Albo Nazionale Costruttori con cui inizia un percorso di crescita. Nel 1981 incorpora la ditta Palmieri S.p.A. di Roma, anch'essa specializzata nell’esecuzione di grandi opere pubbliche e nella prefabbricazione pesante.
Nel periodo 1997-2001 realizza in Libano il più alto viadotto in Medio Oriente, sull’autostrada tra Beirut e il confine siriano, impiegando elementi prefabbricati dalla stessa Toto in situ. All’inizio del terzo millennio la società si è specializzata nello scavo meccanizzato, costruendo la galleria stradale di Martignano (Trento) con la TBM Tecla, una fresa scudata Herrenknecht da 12 m di diametro.
Negli anni successivi, Toto Costruzioni Generali è stata impegnata nella realizzazione di quattro lotti per la costruzione della variante di valico dell’autostrada A1  tra Firenze e Bologna, per un valore complessivo di 1,2 miliardi di euro.
Nell’ambito di questi lavori la Toto si distingue per l’utilizzo della più grande fresa meccanica a piena sezione (TBM) al mondo del tempo, denominata Martina, impiegata per lo scavo ed il rivestimento della galleria Sparvo. Per questo progetto, del valore di oltre 500 milioni di euro, l'azienda ha ricevuto nel 2013 il titolo di “Contractor of the year” e “Project of the year” agli International Tunnelling Awards di Londra, iniziativa sotto l'egida della rivista New Civil Engineer e dell’Associazione Internazionale di tunnelling ITA-AITES.
Nel 2014 Toto Costruzioni Generali conclude in anticipo sul cronoprogramma la costruzione delle Complanari di Roma, ventidue chilometri di nuove carreggiate sul tratto urbano dell’autostrada A24, ed è oggi impegnata su grandi cantieri ferroviari e stradali, per conto di RFI, Anas e Strada dei Parchi, dislocati sul territorio nazionale.
Nel 2024, Toto Costruzioni Generali consegna alla Provincia di Mantova il nuovo ponte sul Po, lungo 330 m, con impalcati in corten a grandi luci, un’infrastruttura strategica che collega i comuni di San Benedetto Po e Bagnolo San Vito. È oggi impegnata con una terza TBM, denominata Margherita, nello scavo e nel rivestimento degli oltre 13 km della galleria Cefalù, nell’ambito del raddoppio ferroviario tra Ogliastrillo e Castelbuono in Sicilia, una commessa RFI del valore di 370 milioni di euro.
La società è classificata al dodicesimo posto tra i general contractor italiani nel Report 2020 di Guamari.